# LaBelle (Florida)
LaBelle ist eine Stadt und zudem der County Seat des Hendry County im US-Bundesstaat Florida. Das U.S. Census Bureau hat bei der Volkszählung 2020 eine Einwohnerzahl von 4.966 ermittelt.

## Geographie
LaBelle liegt am Caloosahatchee River im Nordwesten des County und etwa 200 Kilometer nordwestlich von Miami.

## Sehenswürdigkeiten
Folgende Objekte sind im National Register of Historic Places gelistet:
- Caldwell Home Place
- Downtown LaBelle Historic District
- Forrey Building and Annex
- Capt. Francis A. Hendry House
- Old Hendry County Courthouse

## Verkehr
Durch LaBelle führen die Florida State Roads 29 und 80.